# Бокачи (Воложинский район)
Бокачи (бел. Бакачы) — деревня в Раковском сельсовете Воложинского района Минской области Белоруссии.
Расположена в 34 км на восток от Воложина, в 22 км от железнодорожной линии Минск — Молодечно, в 40 км от Минска.

## История
- 1858: Богачи, дер. 29 муж. Влад. пом. А. и Ц. Гурские.
- 1860-е: Бокачи, дер. Раковской вол. Минского уезда. 9 дв. именного выкупного списка крестьян с надельной землей, 27 муж. и 29 жен. ревизских душ.
- 1870: Бокачи, дер. Приход церкви Александра Невского в Кривичах.
- 1889: Бокачи, дер. 7 в. от Ракова, 21 в. от Заславля, 43 в. от Минска.
- 1896: Бокачи, им. Водяная мельница.
- 1897: Раковская вол. 16 дв., 94 жит., хлебозапасный магазин.
- 1908: Бокачи, дер. Кривичское сел. общество. 20 дв. крестьян (именной список); 66 муж. и 68 жен., из них 27 муж. в рабочем возрасте; 17 лошадей, 30 КРС, 25 овец и свиней.
- 1917: Бокачи, дер. Кривичское сел. общ-во, 19 хоз., бел.; Кривичи-Бокачи, им. Кривичское сел. общ-во, влад. Гурский Алексан. Алексан., 336 дес.
- 1921: 117 жит.
- 1923: Бокачи, дер. и фол. Раковская гмина Столбцовского пов. II Речи Посполитой.
- 1938: Бокачи (Bokacze), дер., Раковская гмина Молодеченского пов. 12.10.
- 1940: Выгоничанский сс Радошковичский р-н Молодечненская обл. БССР. 16.08.
- 1949: Организация колхоза. 16.07.
- 1954: Бокачи, дер. Раковский сс.
- 1994: Бокачи, дер. Раковского сс. 35 дв., 89 жит.
- 2004 (на 18 февраля): В перечне сельских населенных пунктов трудонедостающих территорий области.
- 2006 (на 1 января): Бокачи, 28 хоз., 69 чел. пост.: 15 чел. детей, 34 чел. трудоспос., 20 чел. пенс.
- 2008: 28 дв., 69 жит.
- 2013 (на 1 июля): 23 хоз., 58 чел.

## Планировка
Прямолинейная улица с ЮЗ на СВ с переулками с плотной двухсторонней застройкой традиционными деревянными домами усадебного типа.